# 稲本弥生
稲本 弥生（いなもと やよい、1984年3月22日）は、日本の女優、モデルである。
宮崎県出身。所属事務所はスターダストプロモーション。身長166cm。血液型はA型。

## 出演

### ドラマ
- 小早川伸木の恋（2006年、フジテレビ）
- プロポーズ大作戦（2007年、フジテレビ）
- チーム・バチスタの栄光（2009年、関西テレビ）

### 映画
- 1リットルの涙
- 7月24日通りのクリスマス(ミスちゃんぽん役)

### WEB
- ミズノ・ショートムービー「10minis Diary」第2話
- 探偵事務所5 1st SEASON 第13話 探偵576「スペースポリス、軍曹」
- 鳥取県PR映像「ずっとここにある」[1][2]

### TV
- さあ、日本を見よう！(BS日テレ)

### 舞台
- THEATER JUNK

### CM
- 大正製薬「パブロン鼻炎カプセルS」
- NTTコミュニケーションズ「世界割withプラチナライン」『カンツォーネ篇』
- サマージャンボ宝くじ
- 丸ビル5周年CM
- ファンケル『洗顔の歌姫篇』
- ファンケル『マイクレ・目もと篇』
- ソフトバンクゴールドプラン「女子大生篇」(キミちゃん役)
- 大塚製薬「ワナナイト」『ヘビのぬいぐるみ篇』（広島のみ）
- Ask.jp『気になる映画篇』
- 富士重工業「スバル・フォレスター」『秘密基地編』（共演：向井理）
- NEC 「スマートハウス（HEMS)」篇
- 花王「ビオレU」

### PV
THC!!「君を、好きになった」
Ｄ51「セピア」
関ジャニ∞「侍唄（さむらいソング）」

### 雑誌
Disney FAN